# La fede tradita e vendicata
La fede tradita e vendicata (RV 712) è un dramma per musica in tre atti composto da Antonio Vivaldi sull'omonimo libretto di Francesco Silvani. Lo spartito musicale è, attualmente, perduto.

## Composizione e prima rappresentazione dell'opera
Fu rappresentata la prima volta in occasione del carnevale nel febbraio 1726 presso il Teatro Sant'Angelo (nella cui amministrazione era allora coinvolto Vivaldi stesso), a Venezia. L'opera ricevette il nulla osta (più propriamente definito faccio fede da parte dell'Inquisizione il 10 febbraio del 1726.
La composizione musicale (RV 712 nel Catalogo vivaldiano) al momento è ancora tra quelle che sono da considerarsi perdute, non essendo documentata (finora) la sopravvivenza del materiale.

## Il libretto
Il libretto de La fede tradita e vendicata è stato scritto da Francesco Silvani per essere rappresentato la prima volta a Venezia il 5 gennaio 1704 su musiche di Francesco Gasparini. 
La trama è caratterizzata da intricati collegamenti, basati sui complicati rapporti che intercorrono tra i vari personaggi, com'è intuibile anche dalla descrizione del ruolo degli stessi. Sullo sfondo di una guerra di successione al trono si intrecciano vicende di rancori personali, vendette e amori segreti.
- Ricimero, Re dei Goti, destinato sposo di Edvige, poi amante di Ernelinda (soprano)
- Rodoaldo, Re di Norvegia (tenore)
- Ernelinda, figlia del Re di Norvegia Rodoaldo e amante di Vitige (contralto)
- Edvige, figlia di Grimoaldo già Re di Norvegia (contralto)
- Vitige, principe reale di Dania, cugino di Edvige e amante di Ernelinda (soprano)
- Gildippe, principessa reale di Sarmazia e amante occulta del Re dei Goti Ricimero (soprano)
- Edelberto, principe reale di Boemia e amante di Edvige (soprano)